# Elvira Bickel
Elvira Bickel (* 29. September 1930 in Worms; † 27. Februar 2025) war eine deutsche Politikerin (CDU).

## Leben
Elvira Bickel besuchte 1937 bis 1945 die Volksschule in Worms. Anschließend machte sie von 1946 bis 1949 eine Friseurlehre. 1982 legte sie die Meisterprüfung ab. Sie arbeitete als Friseurin, war von 1977 bis 1982 selbstständig und Hausfrau.

## Politik
1970 trat sie der CDU bei und wurde 1973 Mitglied des CDU-Kreisvorstands Worms. Von 1974 bis 1991 war sie Vorsitzende der Frauen Union der CDU Worms. Kommunalpolitisch gehörte sie seit 1974 dem Stadtrat Worms an und war dort im Fraktionsvorstand.
Dem Rheinland-Pfälzischen Landtag gehörte sie vom 7. August 1984 bis zum 19. Mai 1996 an. Im Landtag war sie in der 10. Wahlperiode Mitglied im Ausschuss für Landwirtschaft, Weinbau und Forsten, Ausschuss für Umwelt und dem Petitionsausschuss. In der 11. Wahlperiode war sie Mitglied im Ausschuss für Soziales und Gesundheit, Ausschuss für Frauenfragen, Petitionsausschuss und der Strafvollzugskommission. In der 12. Wahlperiode gehörte sie dem Ausschuss für Frauenfragen, Petitionsausschuss und der Strafvollzugskommission an. 1989 war sie Mitglied der 9. Bundesversammlung.
Sie war Mitglied im Deutschen Frauenring, im Bezirksvorstand der Frauen Union, im Aufsichtsrat der Wohnungsbau AG Worms und im Vorstand der Lebenshilfe e. V. in Worms.

## Auszeichnungen
- Bundesverdienstkreuz am Bande (1997)[1]
- Goldene Ehrennadel der Stadt Worms (1999)[1]
- Freiherr-vom-Stein-Plakette (2001)[1]